# Ian Carr
Ian Carr, född 21 april 1933 i Dumfries, Skottland, död 25 februari 2009 i London, var en brittisk jazzmusiker, kompositör, författare och utbildare.

## Biografi
Carr föddes i Dumfries i Skottland och var bror till Mike Carr (jazzorganist, pianist och vibrafonist). Mellan 1952 och 1956 gick han på King's College, idag University of Newcastle upon Tyne, där han läste engelsk litteratur, följt av ett diplom i utbildning.

### Musikkarriär
Vid sjutton års ålder lärde sig Carr spela trumpet själv. Efter universitetet gick han med i sin brors band EmCee Fice från 1960 till 1962. Därefter flyttade han till London, där han blev viceledare med Don Rendell i Rendell-Carrkvintetten (1963-1969). Under dessa sex år släppte gruppen fem musikalbum på EMI, som senare blev återsläppta och lanserade internationellt.
Efter att han lämnat kvintetten grundade han sitt eget jazzrockband Nucleus. Denna grupp släppte tolv album (några under bandets namn, några under Carrs), och framträdde både på Newport Jazz Festival och Village Gate jazzklubb. Han har också spelat med United Jazz & Rock Ensemble sedan 1975.
Han har också jobbat som gästmusiker i olika sammanhang, bland annat med Nico, No-Man och Faultline.

### Författar- och akademisk karriär
Vid sidan av skrivandet av en kolumn för BBC Music Magazine har Carr skrivit biografier till jazzmusikerna Keith Jarrett och Miles Davis. Han var också gästförfattare i referensverk som The Rough Guide to Jazz.

## Diskografi

### EmCee Five
- 1961 - Let's Take Five
- 1962 - Bebop From the East Coast

### Rendell-Carr Quintet
- 1964 - Shades of Blue
- 1965 - Live in London
- 1966 - Dusk Fire
- 1968 - Live from the Antibes Jazz Festival
- 1968 - Phase III
- 1969 - Change Is
- 1969 - "Live"

### Med Don Rendell
- 2001 - Reunion

### Nucleus
- 1970 - Elastic Rock
- 1971 - We'll Talk About it Later
- 1971 - Solar Plexus
- 1972 - Belladonna
- 1973 - Labyrinth
- 1973 - Roots
- 1974 - Under the Sun
- 1975 - Shakehips Etcetera
- 1975 - Alleycat
- 1976 - Direct Hits
- 1977 - In Flagranti Delicto
- 1979 - Out of the Long Dark
- 1980 - Awakening
- 1985 - Live at the Theaterhaus
- 2003 - Live in Bremen
- 2003 - The Pretty Redhead

### Solo och annat
- 1971 - Greek Variations & Other Aegean Exercises (med Neil Ardley och Don Rendell)
- 1974 - Will Power (med Neil Ardley, Mike Gibbs och Stan Tracey)
- 1980 - Collana Jazz 80" (med Algemona Quartetto)
- 1989 - Old Heartland
- 1991 - Virtual Realities
- 1993 - Sounds and Sweet Airs (That Giveth Delight & Hurt Not) (med John Taylor)